# Хронограф (кінофестиваль)
«Хронограф» — щорічний міжнародний фестиваль документального кіно, створений за ініціативи молодих кінематографістів Молдови (зокрема представників OWH Studio) з метою популяризації та відродження культурного життя та молдавського кіномистецтва в цілому. Вперше захід проведено 2001 року в місті Кишинів.
На сьогодні фестиваль документального кіно «Хронограф» є одним з найпопулярніших в Південно-Східній Європі, та надає можливість маловідомим кінотворцям виділитися з-поміж інших, показати аудиторії свої фільми та дізнатися новинки зі світу документалістики. Щороку кількість учасників фестивалю та цікавість до нього зростає.
Документалісти мають змогу в дружелюбній, гостинній і неформальній обстановці обговорити перспективи створення спільних проектів та співпраці, представити свої кінокартини на розсуд колег, ознайомити глядачів з різними кіножанрами та донести свій посил через екранізовані життєві історії.
З цією метою програма міжнародного фестивалю документального кіно «Хронограф» передбачає конкурсні та позаконкурсні покази, кінопрем'єри, прес-конференції, тематичні обговорення та майстер-класи для тих, хто лише робить перш кроки у світ кінематографії.

## Програма фестивалю
Фестиваль має чотири секції:
- Головна — в цій частині кінофестивалю на розсуд глядачів та журі представляють документальні фільми без обмеження в темі. До участі приймаються некомерційне, комерційне кіно та реклама.
- CadRO — програма кінофестивалю започаткована 2007 року, що стала невід'ємною його частиною. В цій секції до участі приймаються фільми присвячені Молдові та відображають життя її громадян. Кінострічка може бути створена як місцевими митцям, так і зарубіжними. Унікальність цієї номінації в тому, що глядачу пропонується подивитися на життя та долю людей, що вважають себе молдаванами, незалежно від їх місця проживання.
- Секція обмеженого випуску — в цій частині представлено роботи незалежно кіно, виробництво приватних кіностудій, телекомпаній або незалежних кіновиробників.
- A LIKE — програма присвячена підлітковому кіно та документальних короткометражок для молоді.

## Здобутки української документалістики в «Хронографі»
2002 рік — гран-прі фестивалю отримав фільм «Місто. Газета. Новий шлях». Автор сценарію та режисер-оператор –Олег Ніжегородов, монтаж — Михайло Марченко.
2015 рік — премія в 15000 лей від Швейцарської агенції розвитку та співробітництва CREPUSCULE для режисера та оператора Валентина Васяновича.

## Використані джерела
1. http://culture.pl/ru/article/festival-hronograf [Архівовано 13 травня 2016 у Wayback Machine.]
2. http://cronograf.md/prog_sec_cadro.php?id=28&l=ro [Архівовано 26 квітня 2016 у Wayback Machine.]
3. https://www.youtube.com/watch?v=Q46YjXaaIAU